# Есаулова (деревня)
Есаулова (сибирскотат. 
Талмы) — деревня в Тюменском районе Тюменской области России. Входит в состав Чикчинского муниципального образования. Население деревни в основном сибирские татары.
Находится в пригородной зоне Тюмени.

## География
Деревня находится на юго-западе области, в пределах Туринской равнины, являющаяся юго-западной частью Западно-Сибирской низменности, при реке Тура, вблизи озёр-стариц Есаульское, а также Чикчинское, Яуспу-Бурен. Слилось с селом Чикча.

### Климат
Климат резко континентальный, с холодной продолжительной зимой и тёплым относительно коротким летом. Среднегодовая температура — 0,7 °C. Средняя температура воздуха самого холодного месяца (января) — −17,2 °C (абсолютный минимум — −46 °C); самого тёплого месяца (июля) — 17,8 °C (абсолютный максимум — 39 °С). Безморозный период длится 121 день. Среднегодовое количество атмосферных осадков составляет 470 мм, из которых 365 мм выпадает в тёплый период. Продолжительность залегания снежного покрова составляет в среднем 151 день.

## Население
| 2010 |
| ---- |
| 417  |

## Инфраструктура
Личное подсобное хозяйство с зоной сельскохозяйственного использования, индивидуальная застройка усадебного типа. Коттеджи.

## Достопримечательности, памятные места
Памятник «Труженикам тыла в годы Великой Отечественной войны».
Мечеть.

## Транспорт
Автобусное сообщение с областным центром. Остановки общественного транспорта «Есаулова», «Долина Есаулова».